# Zarzuela de Jadraque
Zarzuela de Jadraque község Spanyolországban, Guadalajara tartományban. Zarzuela de Jadraque Semillas, Arroyo de las Fraguas, Las Navas de Jadraque, Villares de Jadraque, Hiendelaencina és La Toba községekkel határos. Lakosainak száma 52 fő (2024).

## Népesség
A település népessége az utóbbi években az alábbiak szerint változott:
| Lakosok száma | 43   | 46   | 48   | 50   | 49   | 34   | 37   | 44   | 56   | 52   |
|               | 2001 | 2004 | 2006 | 2009 | 2011 | 2014 | 2016 | 2019 | 2021 | 2024 |